# Jima
Jima es una ciudad etíope ubicada en la Región de Oromía. Es la ciudad más poblada del suroeste del país. Fue la capital de la Provincia de Kaffa hasta su disolución en 1995.

## Demografía
De acuerdo a la Agencia Central de Estadística de Etiopía la ciudad poseía en 2005 159.009 habitantes, de los cuales 80.897 eran hombres y 78.112 eran mujeres. Según el censo de 1994 la ciudad tenía 88.886 habitantes, de los cuales 43.874 eran hombres y 44.993 mujeres.

## Historia
Originalmente llamada Hirmata, la ciudad debe su importancia que en el siglo XIX era paso obligado de la caravana que unía comercialmente la región de Shewa y el Reino de Kaffa. La actual ciudad fue desarrollada en la década de 1930 durante la ocupación colonial italiana, en la ribera en el río Awetu. 
En abril de 1975 la ciudad fue escenario de violentos enfrentamientos entre estudiantes universitarios radicales (conocidos como zemacha) enviado a organizar a los campesinos locales, beneficiados de la reforma agraria, contra la policía local y los antiguos terratenientes.
- Datos: Q385341
- Multimedia: Jimma / Q385341